# Occia pulchella
Occia pulchella là một loài tò vò trong họ Ichneumonidae.